# 何準
何準（?—?），字幼道，中国东晋外戚，出自庐江何氏。安丰郡太守何叡第五子，何充之弟。
何準孤高寡欲，有才名，官府多次征召没有就任，唯诵佛经，修营塔庙。后来因为是晋穆帝皇后之父，任为散骑常侍，不就任。死時四十七歲，昇平元年（357年），朝廷追贈金紫光祿大夫，封晉興縣侯。其兄何充无子，他把儿子何放过继给何充作为嗣子。

## 子嗣
- 何放，过继给何充。
- 何惔，南康郡太守，何尚之、何悠之的祖父。
- 何澄，尚书左仆射。
- 何法倪，女，为晋穆帝司马聃皇后。
- 何氏，王鎮之、王弘之母[1]

## 延伸阅读
[在维基数据编辑]
 《晉書/卷093》，出自房玄齡《晉書》